# Shay Murphy
Eshaya Marie „Shay” Murphy (ur. 15 kwietnia 1985 w Los Angeles) – amerykańska koszykarka, grająca na pozycji rzucającej, posiadająca także czarnogórskie obywatelstwo, reprezentantka tego kraju.

## Osiągnięcia
Stan na 14 stycznia 2020, na podstawie, o ile nie zaznaczono inaczej.

### NCAA
- Uczestniczka rozgrywek turnieju NCAA (2005, 2006)
- MVP turnieju Women of Troy Classic (2007)
- Zaliczona do:
  - I składu:
    - NCAA/WBCA All-America regionu 8 (2007)
    - Pac-10 (2006, 2007)
    - turnieju:
      - Pac-10 (2007)
      - Women of Troy Classic (2007)
- Uczestniczka konkursu rzutów za 3 punkty NCAA (2007)

### WNBA
- Mistrz WNBA (2014)[4]
- Wicemistrzyni WNBA (2009)

### Drużynowe
- Mistrzyni:
  - Euroligi (2012)
  - Eurocup (2016)
  - Hiszpanii (2019)
- Wicemistrzyni Hiszpanii (2012, 2014, 2015)
- Zdobywczyni:
  - pucharu:
    - Hiszpanii (2014, 2015)
    - Francji (2017)

  - superpucharu Hiszpanii (2013, 2014)
- Finalistka:
  - pucharu Hiszpanii (2012, 2019)
  - superpucharu Hiszpanii (2008, 2018)

### Indywidualne
(* – nagrody przyznane przez eurobasket.com)
- MVP:
  - ligi hiszpańskiej (2011)
  - superpucharu Hiszpanii (2013)
  - kolejki:
    - Eurocup (2x – 2016/2017)
    - ligi:
      - tureckiej (24 – 2016/2017)
      - hiszpańskiej (6 – 2018/2019)
- Najlepsza*:
  - skrzydłowa ligi hiszpańskiej (2010)
  - zawodniczka, występująca na pozycji obronnej (2009, 2011, 2014)
- Zaliczona do*:
  - I składu:
    - ligi hiszpańskiej (2009–2011, 2014)
    - defensywnego ligi:
      - hiszpańskiej (2010)
      - greckiej (2008)

    - zawodniczek zagranicznych:
      - Eurocup (2009)
      - ligi hiszpańskiej (2009–2011)

  - II składu:
    - Eurocup (2009)
    - ligi greckiej (2008)

  - składu honorable mention:
    - Euroligi (2014, 2015)
    - Eurocup (2017)
    - ligi tureckiej (2017, 2018)
- Liderka:
  - strzelczyń:
    - Eurocup (2009)
    - hiszpańskiej ligi LFB (2009–2011)

  - w przechwytach ligi:
    - tureckiej (2017)
    - hiszpańskiej (2011)
- Uczestniczka meczu gwiazd ligi greckiej (2008)

### Reprezentacja
- Uczestniczka kwalifikacji do Eurobasketu (2013 – 9. miejsce, 2015 – 7. miejsce)